# Dagmar Overbye
Dagmar Johanne Amalie Overbye (23 de abril de 1883 – 6 de mayo de 1929) fue una asesina en serie danesa, culpable de matar entre 9 y 25 niños (entre los cuales figuraba su propio hijo) entre 1913 y 1920. El 3 de marzo de 1921 fue sentenciada a la pena de muerte en uno de los juicios más importantes de la historia de Dinamarca, y que supuso el cambio de la legislación sobre las cuidadoras de niños.
La sentencia posteriormente fue conmutada por la cadena perpetua.

## Biografía
Overbye estuvo trabajando como niñera profesional, cuidando pequeños de madres solteras o de relaciones extraconyugales. Dagmar los estrangulaba o los quemaba vivos en su estufa de mampostería. Los cuerpos eran después incinerados o escondidos en el desván. Overbye fue condenada por nueve asesinatos porque no se tuvieron pruebas de otros. Su abogado basó su defensa en que Overbye había sufrido abusos cuando era pequeña, pero eso no impresionó al juez. Después de serle conmutada la pena de muerte por perpetua, moría en la prisión el 6 de mayo de 1929 a la edad de 42 años. 
Overbye fue una de las tres mujeres sentenciadas a pena de muerte en Dinamarca en el siglo XX, todas se salvaron de la pena. Los informes de su caso se pueden encontrar en Politihistorisk Museum (Museo de la Historia de la Policía) en Nørrebro, Copenhague e, incluso, forma parte del folklore danés. Así, la escritora Karen Søndergaard Jensen escribió una novela llamada "Englemagersken", basado en los asesinatos de Overbye, y la compañía Teatret ved Sorte Hest en Copenhague realizó una obra llamada "Historien om en Mo(r)der".

## En la ficción
Magnus von Horn, director de cine, concibió la película Pigen med nålen (La chica de la aguja; 2024), retomando la historia de Overbye, entre otros horrores posteriores a la Primera Guerra Mundial, en la Dinamarca de los años veinte.